# La Meurdraquière
La Meurdraquière est une commune française, située dans le département de la Manche en région Normandie, peuplée de 195 habitants.

## Géographie
La commune est aux confins de l'Avranchin et du pays de Coutances. Elle fait partie du pays de la Baie du Mont-Saint-Michel. Son bourg est à 7 km au nord de La Haye-Pesnel, à 9,5 km au sud-ouest de Gavray, à 11 km au sud-est de Bréhal, à 15 km à l'est de Granville et à 18 km à l'ouest de Villedieu-les-Poêles.
Le point culminant est recensé par l'IGN à 126 m. La cote 125 m est atteinte en deux endroits du territoire : au nord du bourg, au lieu-dit le Télégraphe, et en limite sud-ouest, au lieu-dit les Granges, sur la D 35. Le point le plus bas (32 m) correspond à la sortie de l'Airou du territoire, au nord-est. La commune est bocagère.
| Le Loreur                  | Ver              | Le Mesnil-Amand  |
| Le Loreur                  | La Meurdraquière | Le Mesnil-Rogues |
| Saint-Sauveur-la-Pommeraye | Folligny         | Équilly          |

### Hydrographie
La commune est située dans le bassin Seine-Normandie. Elle est drainée par le ruisseau du Boscq, l'Airou, le Doucoeur, le ruisseau d'Equilbec, le cours d'eau 01 de la Datinière et le fossé 01 de la Rayrie,,.
Le ruisseau du Boscq, d'une longueur de 18 km, prend sa source dans la commune et se jette dans le golfe de Saint-Malo à Granville, après avoir traversé douze communes.

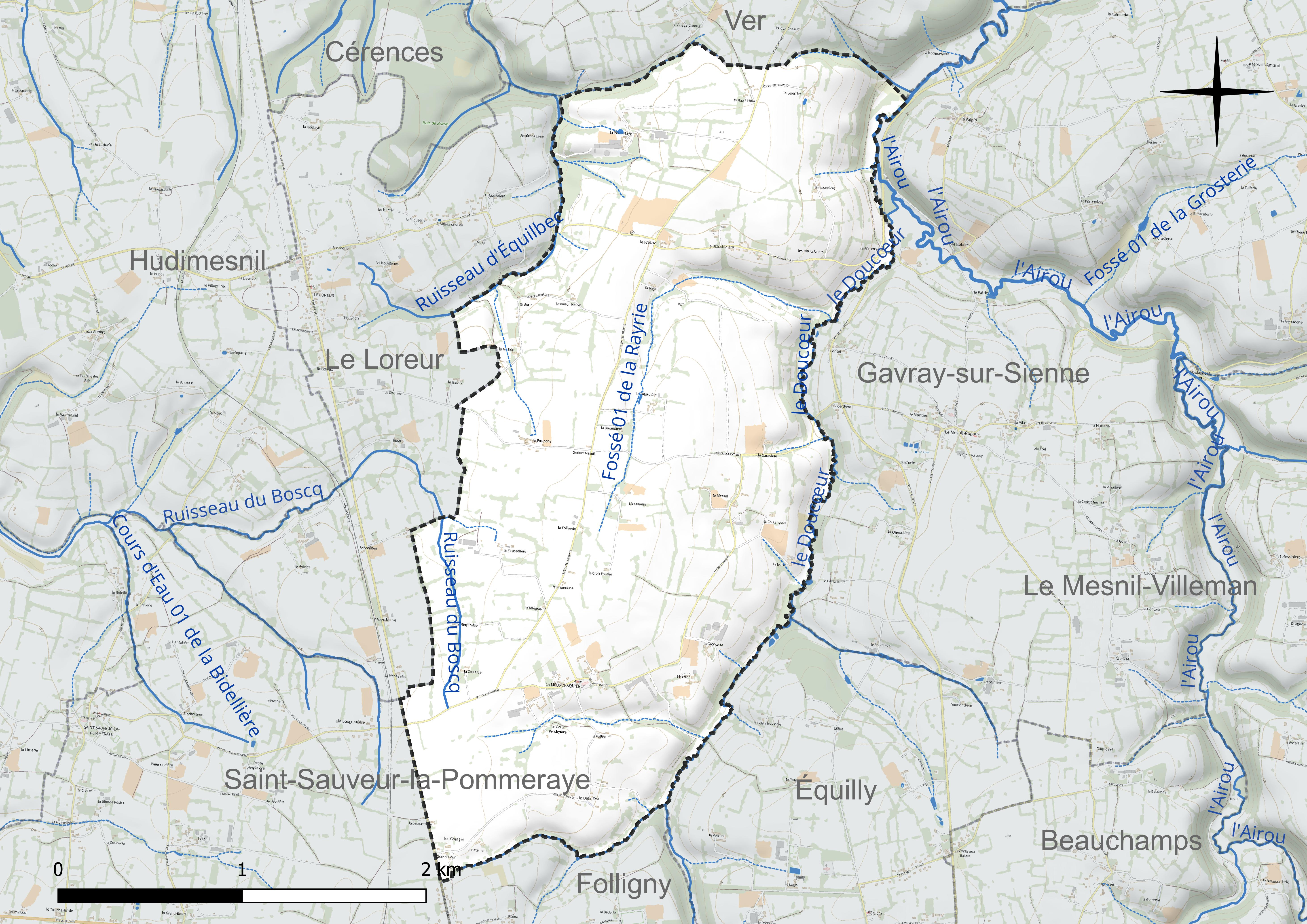
Réseau hydrographique de la Meurdraquière.

L'Airou, d'une longueur de 30 km, prend sa source dans la commune de La Trinité et se jette  dans la Sienne à Ver, après avoir traversé douze communes.

### Climat
Pour des articles plus généraux, voir Climat de la Normandie et Climat de la Manche.
En 2010, le climat de la commune est de type climat océanique franc, selon une étude du CNRS s'appuyant sur une série de données couvrant la période 1971-2000. En 2020, Météo-France publie une typologie des climats de la France métropolitaine dans laquelle la commune est exposée à un climat océanique et est dans la région climatique  Normandie (Cotentin, Orne), caractérisée par une pluviométrie relativement élevée (850 mm/a) et un été frais (15,5 °C) et venté. Parallèlement le GIEC normand, un groupe régional d’experts sur le climat, différencie quant à lui, dans une étude de 2020, trois grands types de climats pour la région Normandie, nuancés à une échelle plus fine par les facteurs géographiques locaux. La commune est, selon ce zonage, exposée à un « climat maritime », correspondant au Cotentin et à l'ouest du département de la Manche, frais, humide et pluvieux, où les contrastes pluviométrique et thermique sont parfois très prononcés en quelques kilomètres quand le relief est marqué.
Pour la période 1971-2000, la température annuelle moyenne est de 10,8 °C, avec une amplitude thermique annuelle de 12 °C. Le cumul annuel moyen de précipitations est de 977 mm, avec 14 jours de précipitations en janvier et 8,9 jours en juillet. Pour la période 1991-2020, la température moyenne annuelle observée sur la station météorologique la plus proche, située sur la commune de Longueville à 10 km à vol d'oiseau, est de 11,9 °C et le cumul annuel moyen de précipitations est de 802,4 mm,. Pour l'avenir, les paramètres climatiques de la commune estimés pour 2050 selon différents scénarios d’émission de gaz à effet de serre sont consultables sur un site dédié publié par Météo-France en novembre 2022.

## Urbanisme

### Typologie
Au 1er janvier 2024, La Meurdraquière est catégorisée commune rurale à habitat très dispersé, selon la nouvelle grille communale de densité à sept niveaux définie par l'Insee en 2022.
Elle est située hors unité urbaine.
Par ailleurs la commune fait partie de l'aire d'attraction de Granville, dont elle est une commune de la couronne,. Cette aire, qui regroupe 34 communes, est catégorisée dans les aires de moins de 50 000 habitants,.

### Occupation des sols
L'occupation des sols de la commune, telle qu'elle ressort de la base de données européenne d’occupation biophysique des sols Corine Land Cover (CLC), est marquée par l'importance des territoires agricoles (93,4 % en 2018), une proportion identique à celle de 1990 (93,4 %).
La répartition détaillée en 2018 est la suivante : prairies (59,6 %), terres arables (33,8 %), forêts (6,6 %).

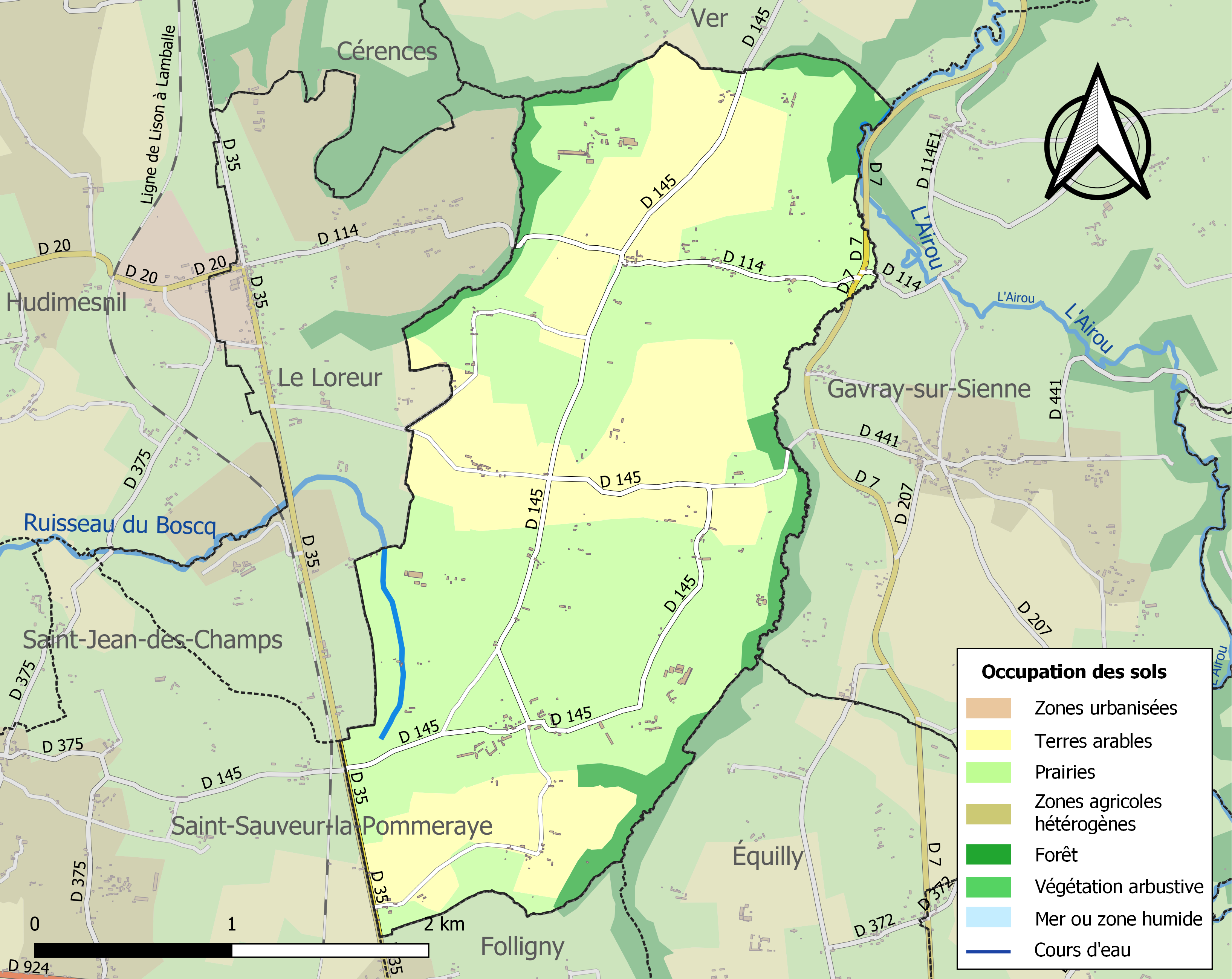
Carte des infrastructures et de l'occupation des sols de la commune en 2018 (CLC).

L'évolution de l’occupation des sols de la commune et de ses infrastructures peut être observée sur les différentes représentations cartographiques du territoire : la carte de Cassini (XVIIIe siècle), la carte d'état-major (1820-1866) et les cartes ou photos aériennes de l'IGN pour la période actuelle (1950 à aujourd'hui).

## Toponymie
Le nom de la localité est attesté dans un texte de 1226 : « Gaufridus Murdac miles» donne une terre sise « in parrochia sancti Martini de la Murdaquiere », et sous les formes la Murdaquiere vers 1280, Meudra Queria sans date.
Fréquent pour les lieux-dits, le suffixe -ière est plus rare pour les toponymes de communes. À la différence de -erie qui évoque simplement la présence, ce suffixe d'origine médiévale indique la propriété. Le propriétaire est ici la famille Murdrac ou Meurdrac, comme à Courtonne-la-Meurdrac, en pays d'Auge.
Le gentilé est Meurdrac.

## Histoire

### Moyen Âge
La famille Meurdrac qui a donné son nom à La Meurdraquière fut l'une des plus anciennes familles de Normandie et d'Angleterre,. Robert de Meurdrac compagnons de Guillaume le Conquérant (liste de Dives) reçu en récompense de nombreuses terres en Angleterre. Jean Meurdac de Poterel participa aux côtés du duc de Normandie, Robert Courteheuse, à la première croisade (1096-1099), et Henri de Meurdrac, archevêque d'York en 1143, fut disciple de saint Bernard.

### Temps modernes
Au XVIIIe siècle, Louis-Claude d'Halwin, ancien mousquetaire du roi, gouverneur de Pontorson, est seigneur de La Meurdraquière et marquis de Piennes.

## Politique et administration
| Période                                  | Période   | Identité                     | Étiquette | Qualité           |
| ---------------------------------------- | --------- | ---------------------------- | --------- | ----------------- |
| 1835                                     | 1843      | Alexandre Durier Maisonneuve |           |                   |
| 1843                                     | 1872      | Louis Georges Allix          |           |                   |
| 1884                                     | 1910      | Victor Alexandre Lenoir      |           |                   |
| 1983                                     | mars 2001 | Roland Venisse               |           |                   |
| mars 2001                                | 2020      | Bernadette Letousey          | SE        | Chef d'entreprise |
| 2020                                     | En cours  | Delphine Brigitte Fontaine   |           |                   |
| Les données manquantes sont à compléter. |           |                              |           |                   |

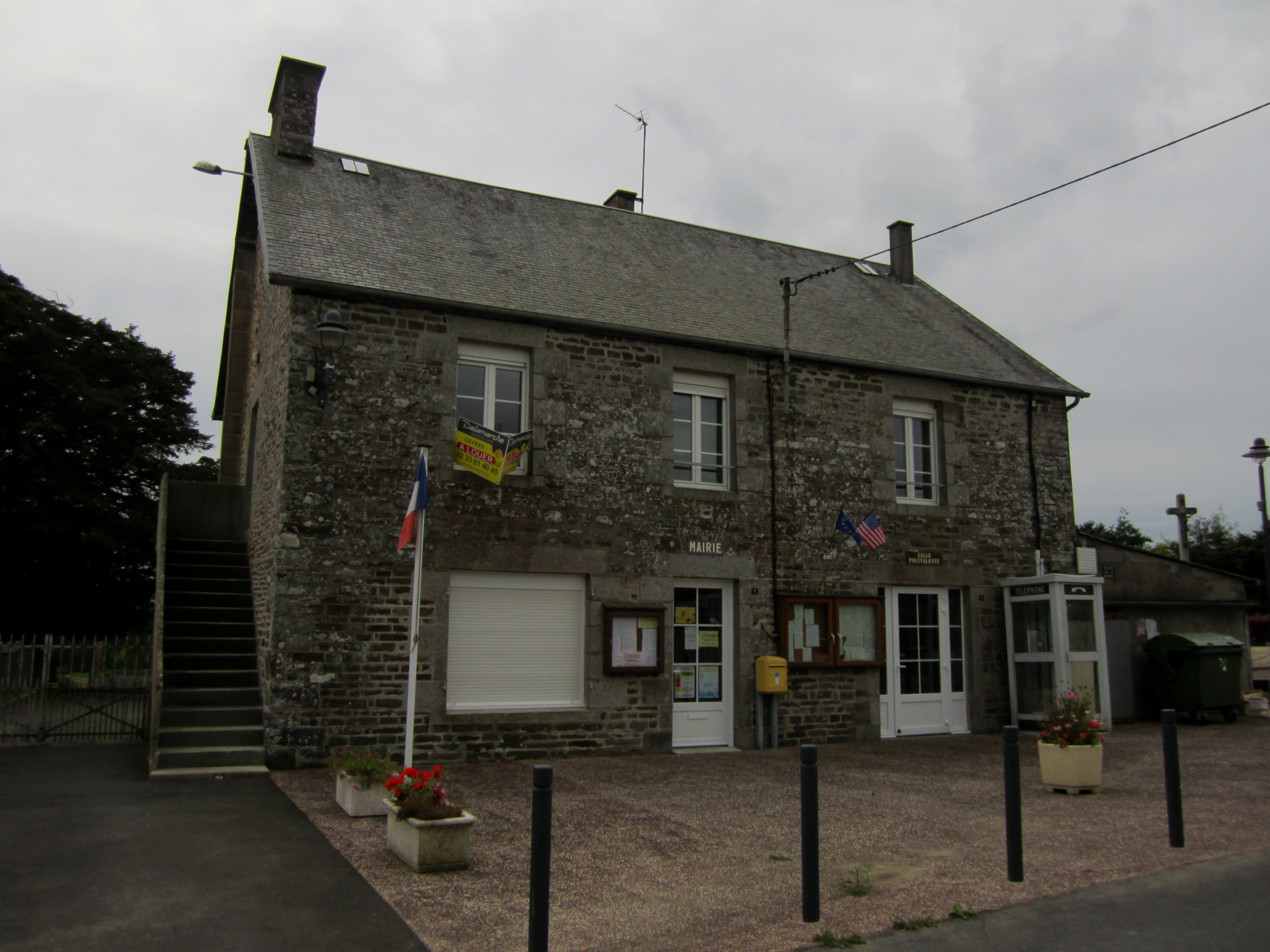
La mairie.

Le conseil municipal est composé de onze membres dont le maire et deux adjoints.

## Démographie
L'évolution du nombre d'habitants est connue à travers les recensements de la population effectués dans la commune depuis 1793. Pour les communes de moins de 10 000 habitants, une enquête de recensement portant sur toute la population est réalisée tous les cinq ans, les populations de référence des années intermédiaires étant quant à elles estimées par interpolation ou extrapolation. Pour la commune, le premier recensement exhaustif entrant dans le cadre du nouveau dispositif a été réalisé en 2005.
En 2022, la commune comptait 195 habitants, en évolution de +15,38 % par rapport à 2016 (Manche : −0,31 %, France hors Mayotte : +2,11 %).
La Meurdraquière a compté jusqu'à 704 habitants en 1806.
| 1793 | 1800 | 1806 | 1821 | 1831 | 1836 | 1841 | 1846 | 1851 |
| ---- | ---- | ---- | ---- | ---- | ---- | ---- | ---- | ---- |
| 650  | 635  | 704  | 686  | 663  | 630  | 624  | 602  | 580  |

| 1856 | 1861 | 1866 | 1872 | 1876 | 1881 | 1886 | 1891 | 1896 |
| ---- | ---- | ---- | ---- | ---- | ---- | ---- | ---- | ---- |
| 570  | 543  | 517  | 475  | 454  | 439  | 444  | 432  | 374  |

| 1901 | 1906 | 1911 | 1921 | 1926 | 1931 | 1936 | 1946 | 1954 |
| ---- | ---- | ---- | ---- | ---- | ---- | ---- | ---- | ---- |
| 372  | 353  | 319  | 292  | 304  | 246  | 247  | 244  | 253  |

| 1962 | 1968 | 1975 | 1982 | 1990 | 1999 | 2005 | 2006 | 2010 |
| ---- | ---- | ---- | ---- | ---- | ---- | ---- | ---- | ---- |
| 230  | 194  | 182  | 157  | 150  | 145  | 159  | 159  | 157  |

| 2015 | 2020 | 2022 | - | - | - | - | - | - |
| ---- | ---- | ---- | - | - | - | - | - | - |
| 168  | 193  | 195  | - | - | - | - | - | - |

## Culture locale et patrimoine
La commune fait partie des villages labellisés Village patrimoine, qui œuvrent à mettre en avant leurs patrimoines matériels et/ou immatériels (historique, culturel, naturel, architectural, etc.).

### Lieux et monuments

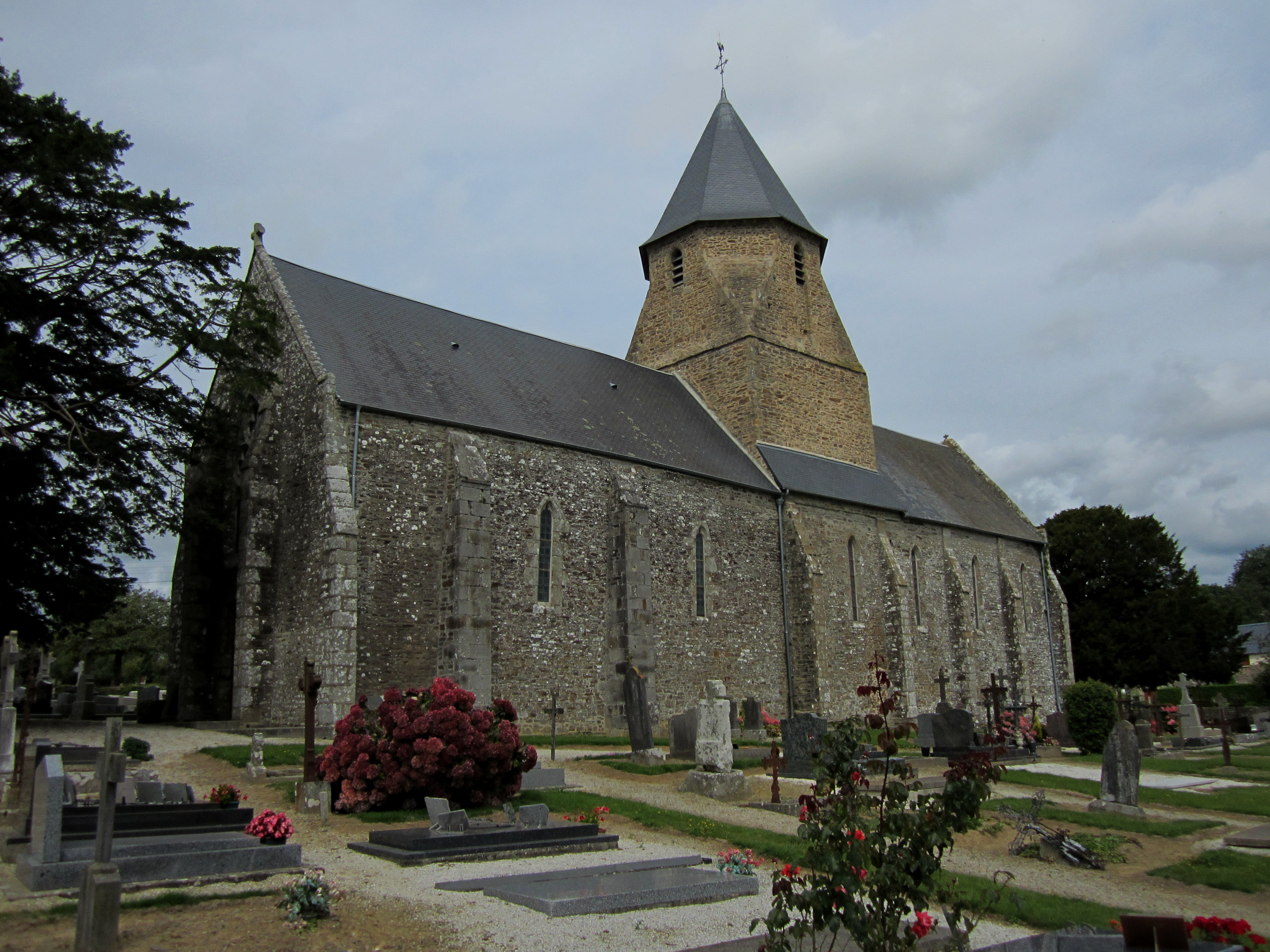
L'église Saint-Martin.

- Église Saint-Martin des XIIIe – XIVe siècle inscrite au titre des monuments historiques depuis 2005[36], construite sur un plan roman avec son clocher à huit pans et tour à la croisée des transepts du XVIe. Le maître-autel, le tabernacle et l'ensemble des boiseries du chœur formant retable sont classés au titre objet aux monuments historiques[37]. L'église dépend de la paroisse Notre-Dame-de-l'Espérance du doyenné du Pays de Granville-Villedieu[38].
- Pont médiéval du moulin Datin qui relie la Meurdraquière à Équilly.
- Trois ifs funéraires dans le cimetière.

### Personnalités liées à la commune
- Paul Vimond (La Meurdraquière, 1922 - 1998), architecte, prix de Rome en 1949.